# Кизилюрт
Кизилю́рт (кум. Къызыл-юрт) — город на юге России, в Республике Дагестан. Является административным центром Кизилюртовского района (в состав которого не входит) и городского округа город Кизилюрт.

## Этимология
Город образован в 1963 году из нескольких рабочих посёлков под общим названием Кизилъюрт. Название искусственное, идеологическое: кумыкское кызыл — «красный», юрт — «селение».

## География и климат
Город расположен на реке Сулак, в 55 км к северо-западу от Махачкалы.
Климат
Климат умеренно континентальный с жарким летом и непродолжительной умеренно-холодной зимой. Средняя температура самого холодного месяца — января −2,4 °C, средняя температура самого теплого месяца — июля +23,5 °C. Продолжительность безморозного периода — 213 дней. Число дней со снежным покровом — 48.
Средние годовые показатели:
- количество атмосферных осадков — 524 мм;
- относительная влажность воздуха — 75 %;
- скорость ветра — 3,2 м в секунду, ветер преимущественно восточного и западного направлений;
- продолжительность солнечного сияния — 2083 часа, число дней без солнца — 83;
- температура воздуха — +10,9 °C.

## История
В 1927 году из состава села Ново-Александровка был выделен посёлок Красный, который вошел в состав Султан-Янги-Юртовского сельсовета Махач-Калинского округа с наименованием Кизил-Юрт.
Указом Президиума Верховного Совета Дагестанской АССР от 19 апреля 1960 года селение Кизил-Юрт Кизил-Юртовского района отнесено к категории рабочих поселков, с сохранением за ним прежнего наименования.
В 1963 году рабочий посёлок Кизилюрт был преобразован в город республиканского подчинения, с включением в его состав Бавтугайского поссовета и поселка железнодорожной станции Чир-Юрт. После обретения статуса города было несколько проектов по наименованию. Предлагались названия Сулакоград и Вишневск (в честь академика А. В. Вишневского, родившегося в соседнем селе Новоалександровка).
В 1992 году из состава города выделены посёлки городского типа Бавтугай и Новый Сулак.

## Население
| 1926    | 1939    | 1959    | 1970    | 1979    | 1989    | 1998    |
| ------- | ------- | ------- | ------- | ------- | ------- | ------- |
| 223     | ↗605    | ↗3892   | ↗13 111 | ↗21 715 | ↗33 682 | ↘28 700 |
| 2000    | 2001    | 2002    | 2006    | 2007    | 2008    | 2009    |
| ↘27 500 | ↘27 200 | ↗30 264 | ↗33 500 | ↗33 700 | ↗34 000 | ↗34 377 |
| 2010    | 2012    | 2013    | 2014    | 2015    | 2016    | 2017    |
| ↘32 988 | ↗33 377 | ↗33 723 | ↗34 162 | ↗34 939 | ↗35 762 | ↗36 570 |
| 2018    | 2019    | 2020    | 2021    | 2023    | 2024    | 2025    |
| ↗37 171 | ↗37 588 | ↗37 752 | ↗38 335 | ↗38 915 | ↗39 240 | ↗39 601 |

На 1 января 2025 года по численности населения город находился на 376-м месте из 1124 городов Российской Федерации.
Национальный состав
По данным Всесоюзной переписи населения 1926 года, население посёлка Красный составило 223 человека (113 мужчин и 110 женщин), национальный состав:
| Народ              | Численность, чел. | Доля от всего населения, % |
| ------------------ | ----------------- | -------------------------- |
| русские            | 171               | 76,7 %                     |
| персы              | 26                | 11,7 %                     |
| украинцы           | 12                | 5,4 %                      |
| кумыки             | 11                | 4,9 %                      |
| литовцы            | 2                 | 0,9 %                      |
| не точно указавшие | 1                 | 0,4 %                      |
| всего              | 223               | 100,00 %                   |

По данным Всероссийской переписи населения
 2010 года:
| Народ    | Численность, чел. | Доля от всего населения, % |
| -------- | ----------------- | -------------------------- |
| аварцы   | 23 382            | 70,88 %                    |
| кумыки   | 3915              | 11,87 %                    |
| лакцы    | 1760              | 5,34 %                     |
| русские  | 1250              | 3,79 %                     |
| лезгины  | 956               | 2,90 %                     |
| даргинцы | 839               | 2,54 %                     |
| другие   | 846               | 2,56 %                     |
| всего    | 32 988            | 100,00 %                   |

По данным Всероссийской переписи населения 2021 года:
| Народ        | Численность, чел. | Доля от всего населения, % |
| ------------ | ----------------- | -------------------------- |
| аварцы       | 35 638            | 72,12 %                    |
| кумыки       | 6142              | 12,43 %                    |
| лакцы        | 1993              | 4,03 %                     |
| лезгины      | 1537              | 3,11 %                     |
| русские      | 1080              | 2,19 %                     |
| даргинцы     | 881               | 1,78 %                     |
| другие       | 1244              | 2,52 %                     |
| не указавшие | 897               | 1,82 %                     |
| всего        | 49 412            | 100,00 %                   |

## Образование
В городе 8 общеобразовательных школ, в них обучается 6589 учащихся, 10 дошкольных учреждений, в них 1575 детей, 2 детско-юношеские спортивные школы, 2 дома творчества, учебно-производственный комбинат, станция юных техников. В образовательных учреждениях города работают 1560 человек, из них 590 учителей.

## Культура
В городе и посёлках функционируют Городской Дом Культуры, 1 парк культуры и отдыха, 2 школы искусств на 433 учащихся, 1 музыкальная школа на 379 учащихся, 1 Художественная школа на 154 учащихся, Централизованная библиотечная система с 6 филиалами общим книжным фондом 11 300 экз.

## Экономика
Предприятия
- АО «Дагэлектроавтомат»
- АО «Дагнеруд»
- Щебеневый завод № 4
- Щебеневый завод № 1
- ОАО «Дагнефтьиндустрия»
- ОАО «Полиграфмаш»
- Каскад Сулакских ГЭС
- ООО «Холод»
- ООО «Аком»
- ОАО «Аист»
- ООО «МАЯК НЕТВОРК»
- АО «СУ-900»
- Керамзитовый завод
- СМУ −2 ОАО «Чиркейгэсстрой»
- Каспий СГЭМ
- ООО «ЭВНА»
- ООО «ЮГ-СГЭМ»

## Транспорт
Город расположен на железнодорожной магистрали «Ростов—Баку». На юге города проходит дорога P217 «Кавказ».

## Туризм
Город Кизилюрт представляет собой очень удобное место для размещения баз туристических маршрутов, ведущих в близлежащие достопримечательности: водохранилище уникальной Чиркейской ГЭС, каскад Сулакских ГЭС, горную дубовую рощу у пос. Дубки, места ловли рыбы и охоты на реке Сулак и окрестностях и т. д.

## Физкультура и спорт
В городе — 13 спортивных залов, 15 открытых плоскостных сооружений, 3 спортивные школы:
- ДЮСШ № 1, 913 уч-ся, 7 отделений
- ДЮСШ № 2, 737 уч-ся, 9 отделений.
- РДЮСШОР — дзюдо −226 уч-ся
- Спортивный интернат «Олимпиец» на 60 мест. В городе 10 оздоровительных лагерей дневного пребывания для детей на время летних каникул. В загородных оздоровительных лагерях отдыхает ежегодно более 4 тыс. детей. За 2008 год подготовлено 2 мастера спорта России, 1 мастер спорта Международного класса и 5 кандидатов в мастера спорта России по борьбе дзюдо, 6 КМС по боксу и 5 КМС по вольной борьбе.

## Люди, связанные с городом
см. Категория:Родившиеся в Кизилюрте

## Комментарии
1. ↑  Под аварцами в данном случае следует понимать также и 13 андо-цезских народов и арчинцев, которые включены в состав аварцев[33].